# Cyptonychia muricolor
Cyptonychia muricolor är en fjärilsart som beskrevs av Dyar 1927. Cyptonychia muricolor ingår i släktet Cyptonychia och familjen nattflyn. Inga underarter finns listade i Catalogue of Life.